# RV Ворона
RV Ворона (лат. RV Corvi, HD 109796) — тройная звезда в созвездии Ворона на расстоянии приблизительно 689 световых лет (около 211 парсек) от Солнца. Видимая звёздная величина звезды — от +9,16m до +8,6m. Возраст звезды определён как около 1,465 млрд лет.
Переменность открыта Генриеттой Своп**.
Пара первого и второго компонентов — двойная затменная переменная звезда типа Беты Лиры (EB). Орбитальный период — около 0,7473 суток (17,934 часа).

## Характеристики
Первый компонент — жёлто-белая звезда спектрального класса F0, или F0V, или F2V*, или F2, или F3. Масса — около 1,724 солнечной, радиус — около 2,721 солнечных, светимость — около 10 солнечных. Эффективная температура — около 7035 К.
Второй компонент — жёлто-оранжевый карлик спектрального класса G0:, или K5, или K. Масса — около 0,45 солнечной, светимость — около 0,871 солнечной.
Третий компонент — красный карлик спектрального класса M. Масса — около 137,05 юпитерианских (0,1308 солнечной). Удалён в среднем на 1,803 а.е..